# Faraon (gra karciana)
Faraon – dawna hazardowa gra karciana popularna od XVIII do początku XX wieku. Nazwa pochodzi od wizerunku faraona na kartach francuskich. Faraon początkowo zdobył popularność w europejskich wyższych sferach, a w XIX wieku rozpowszechnił się w Stanach Zjednoczonych, m.in. na Dzikim Zachodzie.
Gra miała liczne warianty różniące się szczegółowymi zasadami, odmiennymi w Europie, Rosji i Ameryce. Jednym z nich był tzw. sztos (ang. stuss lub stoss, ros. штос), występujący m.in. w noweli Dama pikowa (1834) Aleksandra Puszkina i wspominany w literaturze polskiej (np. przez Władysława Reymonta).

## Historia
Faraon powstał ok. 1713 we Francji jako odmiana basseta, pokrewnej gry karcianej zakazanej w 1691 przez Ludwika XIV. W XVIII wieku obie gry były zabronione we Francji, lecz zyskały popularność w innych krajach Europy i w Wielkiej Brytanii. W drugiej dekadzie XVIII wieku faraon pojawił się w Nowym Orleanie w Ameryce Północnej, części francuskich kolonii w Ameryce. W latach 1825–1915 był w Stanach Zjednoczonych najpopularniejszą grą hazardową w saloonach na Dzikim Zachodzie, szczególnie w czasach gorączki złota (1849–1890). W tym okresie grali w niego rewolwerowcy Wyatt Earp, Doc Holliday i Dziki Bill Hickok. W XX wieku został zastąpiony w amerykańskich kasynach gry przez craps oraz blackjacka i w 1925 grano w niego tylko w nielicznych kasynach w Nevadzie.
W Polsce upowszechnił się ok. 1731, zwłaszcza wśród arystokracji. W faraona grywano o ogromne stawki, stawiając na kartę nawet sto tysięcy złotych. Niektórzy polscy gracze dorobili się na faraonie majątków, m.in. Michał Walicki (1746–1828).

## Przebieg gry
W grze wykorzystywano talię złożoną z 52 kart. Kolor kart nie miał znaczenia i liczyła się tylko ich wysokość. Jeden z graczy pełnił funkcję bankiera („zakładał bank”), a pozostali (tzw. „poniterzy”) grali przeciwko niemu, obstawiając karty. Bankier wyjmował po kolei karty z talii i kładł je na przemian na dwa stosy, po swojej prawej i lewej stronie. Gracz lub bankier wygrywali zależnie od tego, w którym stosie znalazła się obstawiona karta. Jeśli karta o tej samej wysokości jak obstawiona trafiła do prawego stosu, wygrywał bankier, a jeśli do lewego stosu, wygrywał poniter. Przykładowo jeśli poniter obstawił asa i wyjęty z talii as padł po prawej stronie bankiera, wygrywał bankier, a jeśli po lewej stronie bankiera, wygrywał poniter.

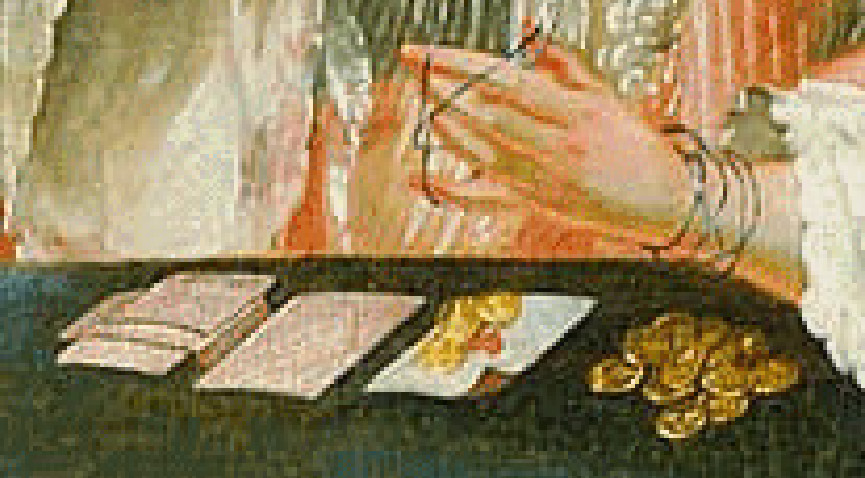
Zagięty róg karty w faraonie (tzw. „parol”), fragment malowidła powyżej

W grze istniała możliwość dublowania wygranych. Jeśli poniter obstawił kartę i wygrał z bankierem, mógł obstawić ją ponownie, zaginając jej róg; nazywało się to „parolem” lub „lapą”. Trzecie obstawienie tej samej karty, oznaczane zagięciem jej drugiego rogu, nosiło nazwę „setleva” (franc. sept et le va), czwarte obstawienie, oznaczane zagięciem trzeciego rogu, „kenz lewa” (franc. quinze et le va), a piąte obstawienie „trant lewa” (franc. trente et le va), co oznaczano zagięciem czwartego rogu karty. Każda kolejna wygrana ponitera podwajała poprzednią i jeden postawiony na początku dukat przynosił po pięciu kolejnych wygranych 31 dukatów zysku (1 + 2 + 4 + 8 + 16 = 31). Kolejne wygrane na tę samą kartę były coraz mniej prawdopodobne.
Jeśli po obstawieniu karty poniter zawołał: „Va banque!”, bankier mógł odrzucić taką propozycję lub ją przyjąć. W razie wygranej poniter zgarniał w takiej sytuacji wszystkie pieniądze w banku („rozbijał bank”), a w razie przegranej musiał zapłacić bankierowi równowartość kwoty znajdującej się w banku.

## Faraon w kulturze

### W frazeologii
Z faraona pochodzą wyrażenia „grać va banque” i „zagiąć na kogoś parol” („uwziąć się na kogoś”, od zaginania rogów karty).

### W literaturze

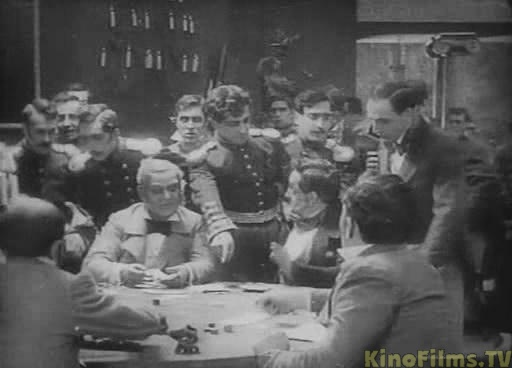
Gra w faraona w rosyjskim filmie Dama pikowa (1916), ekranizacji noweli Dama pikowa Aleksandra Puszkina

W literaturze rosyjskiej gra w faraona jest głównym motywem noweli Dama pikowa (1834) Aleksandra Puszkina, a także jej adaptacji, m.in. opery Dama pikowa (1890) Piotra Czajkowskiego. W grze w faraona stracił majątek hrabia Mikołaj Rostow, jeden z bohaterów powieści Wojna i pokój (1865–1869) Lwa Tołstoja.
W literaturze polskiej o faraonie wspomniał m.in. Adam Mickiewicz w trzeciej części Dziadów (1832, ustęp Przegląd wojska). Graczem w faraona jest Ignacy Chodźkiewicz (1760–1825), główny bohater powieści Chack. Gracze. Opowieść o szulerach (2018) Włodzimierza Boleckiego.

### W historii matematyki
Szanse wygranej w faraona analizował m.in. francuski matematyk Abraham de Moivre (1667–1754). W 1766 faraonowi poświęcił jedną z rozpraw szwajcarski matematyk i fizyk Leonhard Euler (1707–1783).

### W nazewnictwie geograficznym
W południowej części Jukonu w Kanadzie znajduje się miejscowość Faro, nazwana na pamiątkę gry w faraona (ang. faro).

## Przyczyny popularności w Polsce
Grę w faraona opisał polski historyk i pamiętnikarz Jędrzej Kitowicz (1728–1804) w książce Opis obyczajów za panowania Augusta III, wydanej w 1840–1841, który wskazał przyczyny jej popularności:

Jednym czerwonym złotym można było po czwartym zaparolowaniu wygrać kilkadziesiąt czerwonych złotych, dla tego najwięcéj się osób do faraona cisnęło, i na tém szczęściu niektórym sprzyjającemu więcéj się graczów oszukiwało. Bywały jednak i takie przypadki, iż bankier przegrał cały swój bank założony, osobliwie, gdy szulerowie albo gracze ażardowni obstąpili. Druga rzecz nęcąca do faraona była ta: że wolno było każdego czasu, każdemu do gry przystąpić i odejść od niéj, toż samo bankierowi uczynić wolno było [...] Chęć do grania w karty nagle i mocno opanowała cały naród, iż ledwo kogo nalazł z pierwszych i ostatnich, którzy by się niemi bawić nie lubili: z panów zaś wielkich i paniczów, kto nie znał kart, kto się nie mógł pochwalić, że podczas publiki w Warszawie, albo podczas kontraktów we Lwowie, albo na trybunałach nie przegrał lub nie wygrał w karty, sta jednego i drugiego tysięcy, a miał po temu fortunę, ten był poczytany za grubianina i sknerę.

## Galeria

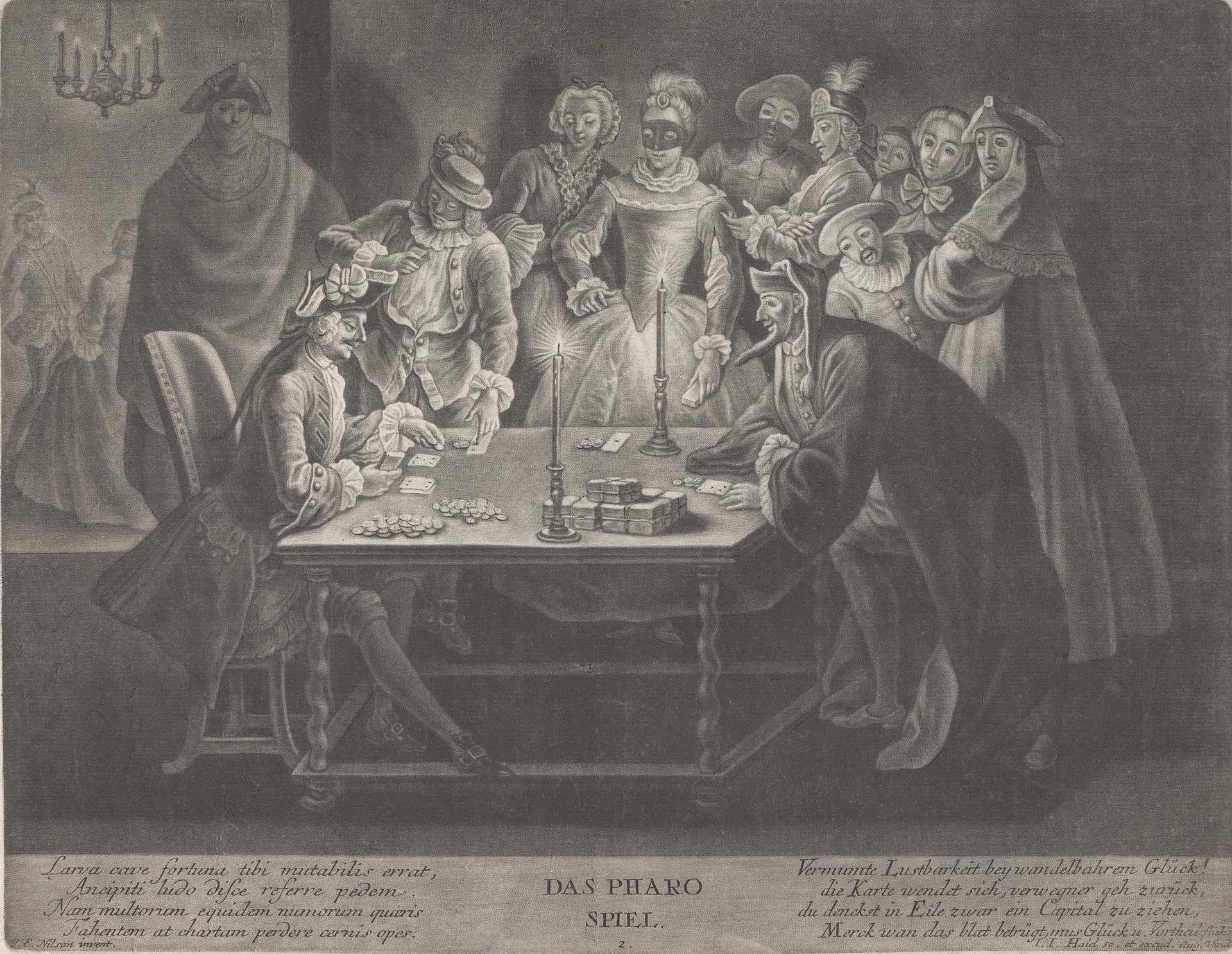
Gra w faraona, mezzotinta Johanna Jacoba Haida(inne języki) (1704–1767)
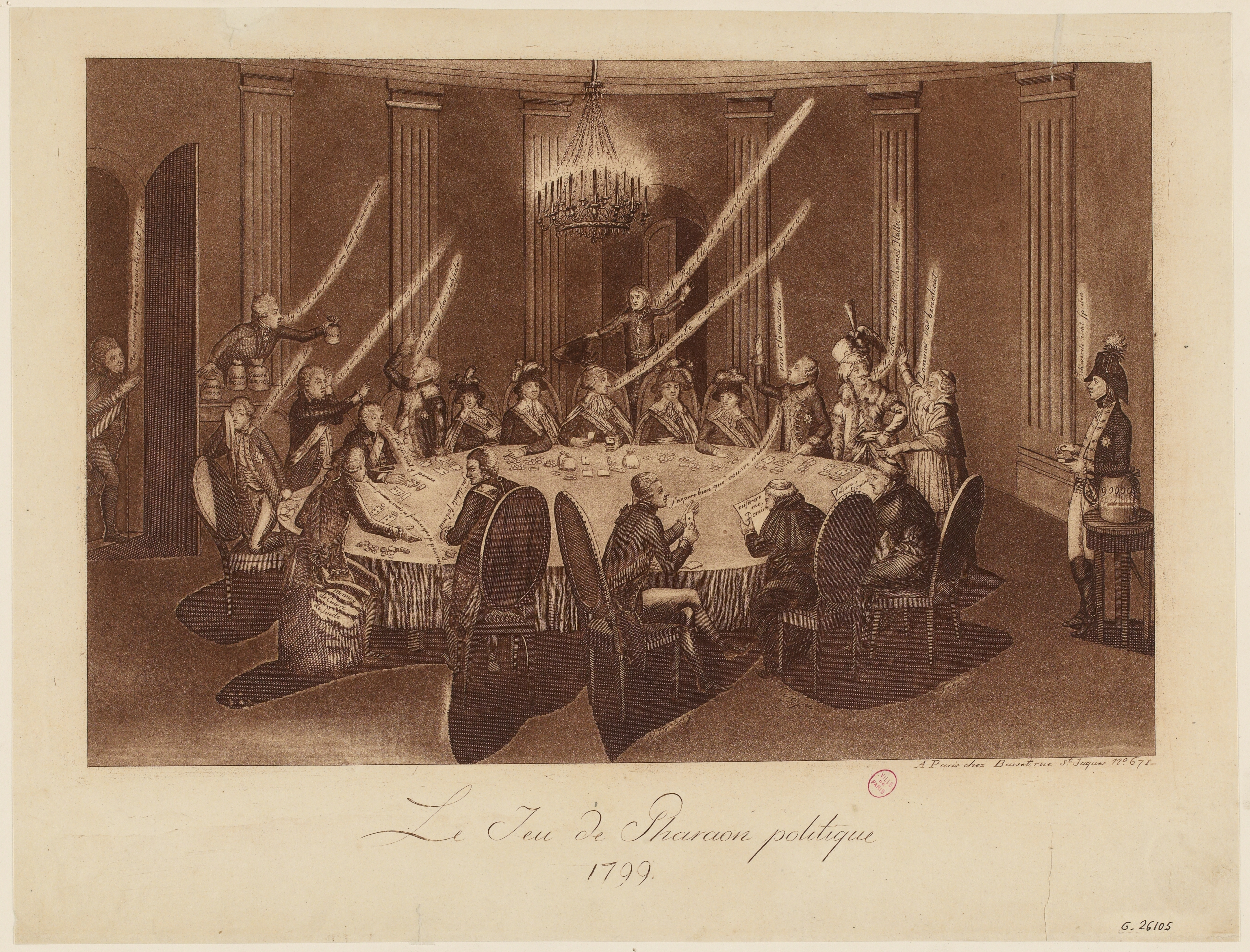
Faraon polityczny, satyra z okresu rewolucji francuskiej, władcy europejscy grający w faraona (1799)
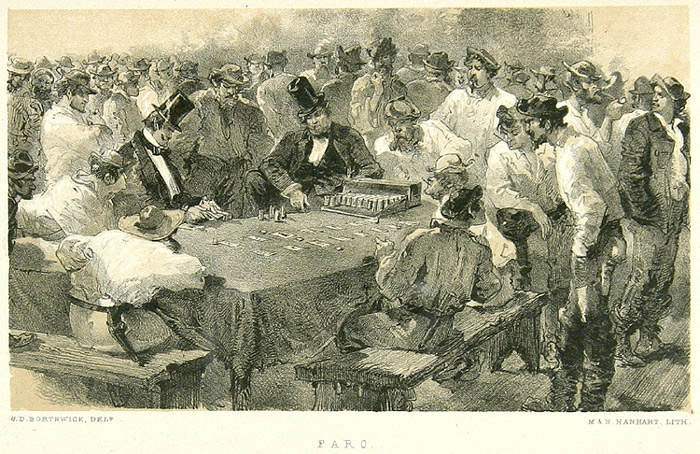
Gra w faraona w Kalifornii w 1851, rysunek Johna Davida Borthwicka(inne języki) (1824–1892)
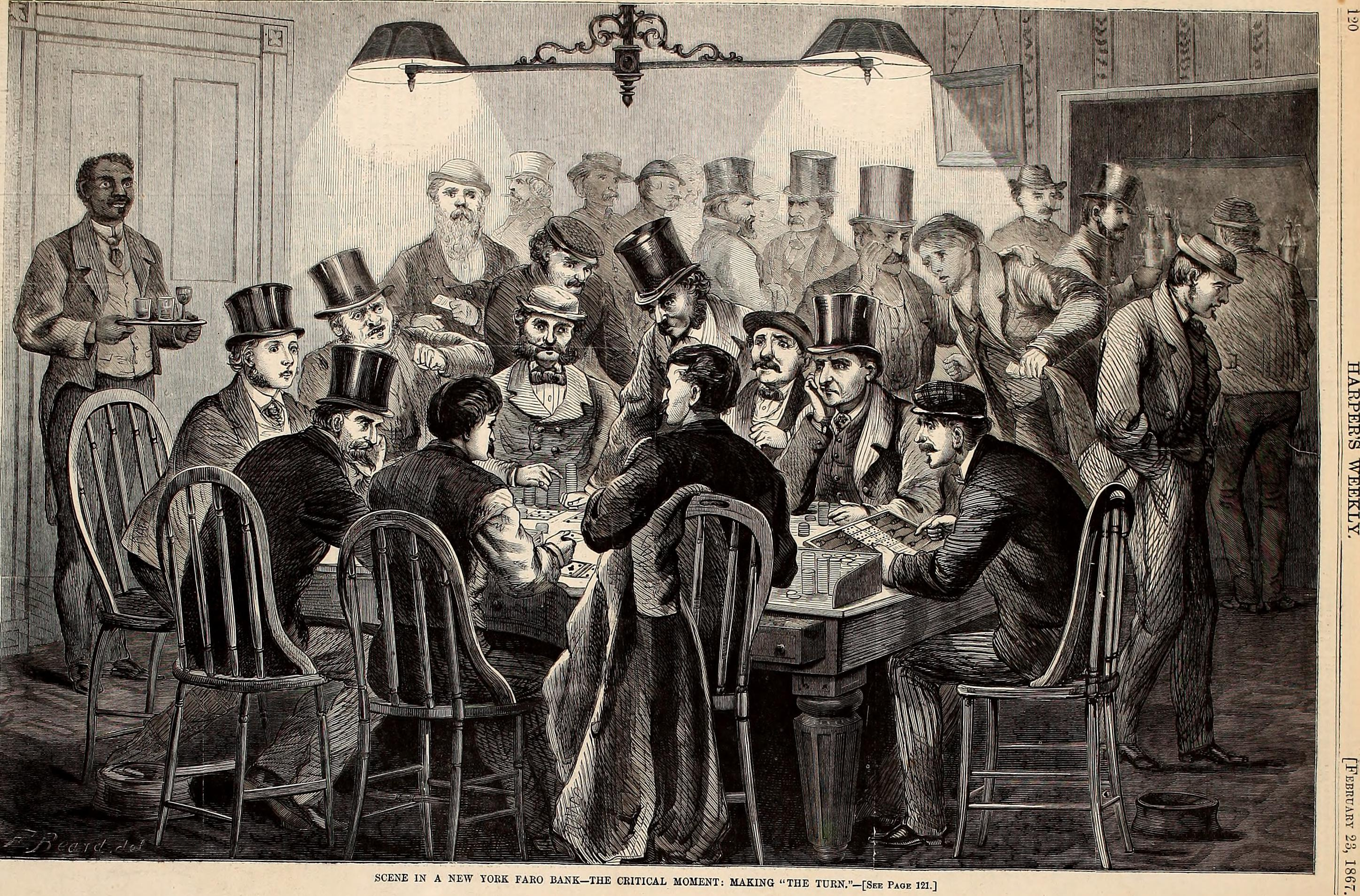
Gra w faraona w Stanach Zjednoczonych w 1867
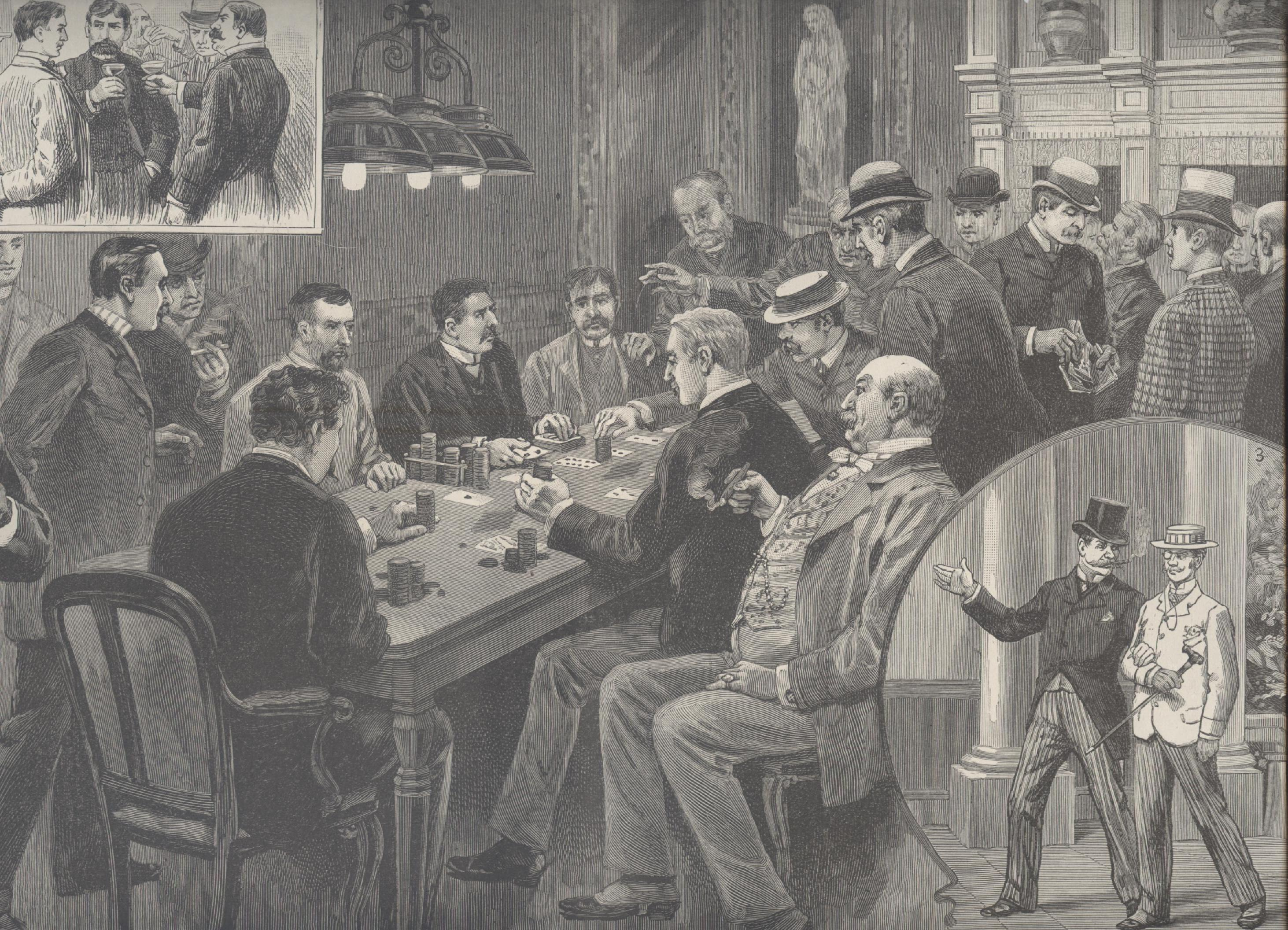
Gra w faraona w New Jersey w 1889
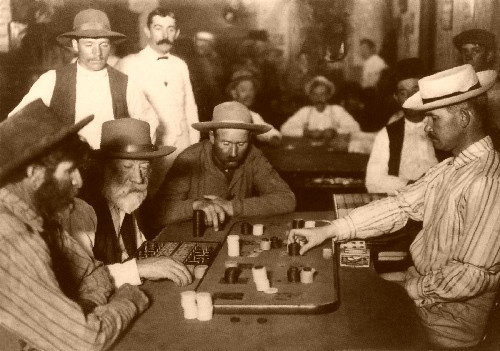
Gra w faraona w saloonie w Arizonie w 1895
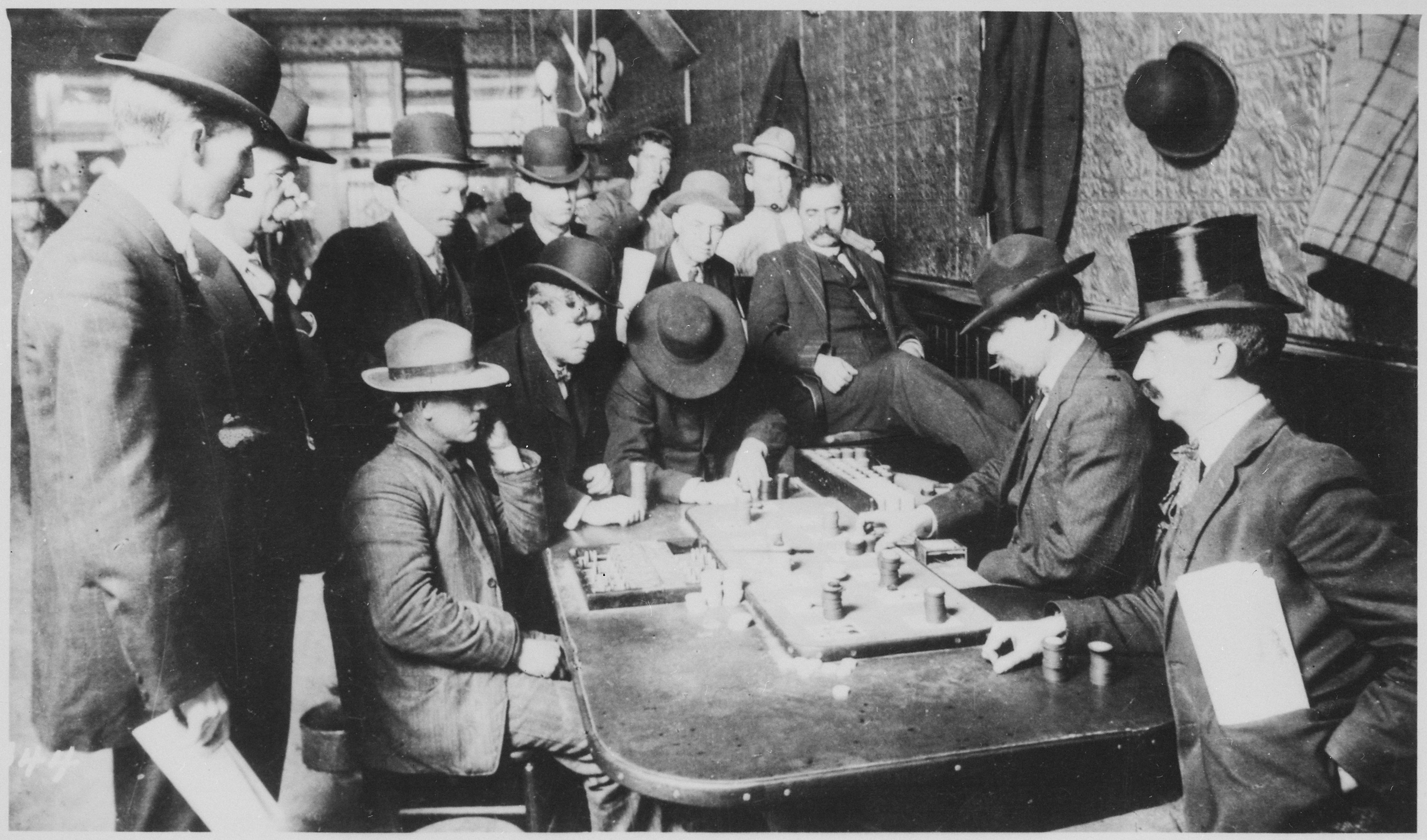
Gra w faraona w saloonie w Bisbee w Arizonie ok. 1900
Gra w faraona w kasynie w Reno w Nevadzie w 1910